# Onthophagus muticifrons
Onthophagus muticifrons es una especie de insecto del género Onthophagus, familia Scarabaeidae, orden Coleoptera.

## Historia
Fue descrita científicamente por Endrödi en 1973.